# تيرناس (باد كاليه)
تيرناس، باد كاليه (بالفرنسية: Ternas)‏ هي بلدية تقع في إقليم باد كاليه من منطقة نور با دو كاليه في شمال فرنسا. تبلغ مساحة هذه المدينة 2.51 (كم²)، وترتفع عن سطح البحر 151 م، يبلغ عدد سكانها 133 نسمة حسب إحصاء المعهد الوطني للإحصاء والدراسات الاقتصادية سنة 2009 م. وترأس Alain Mesureur البلدية خلال فترة (2008-2014).